# Chaudeney-sur-Moselle
Chaudeney-sur-Moselle ist eine französische Gemeinde mit 730 Einwohnern (Stand 1. Januar 2022) im Département Meurthe-et-Moselle in Lothringen in der Region Grand Est. Sie gehört zum Arrondissement Toul sowie zum Kanton Toul. Die Einwohner werden Caldéniaciens genannt.

## Geographie
Chaudeney-sur-Moselle liegt etwa 29 Kilometer westsüdwestlich von Nancy und drei Kilometer südsüdöstlich von Toul an einem Bogen der Mosel (frz. Moselle). Nachbargemeinden von Chaudeney-sur-Moselle sind Dommartin-lès-Toul im Norden, Villey-le-Sec im Osten, Pierre-la-Treiche im Süden, Bicqueley im Süden und Südwesten sowie Toul im Westen und Nordwesten.

## Bevölkerungsentwicklung
| Jahr                       | 1962 | 1968 | 1975 | 1982 | 1990 | 1999 | 2006 | 2019 |
| Einwohner                  | 477  | 419  | 526  | 530  | 623  | 661  | 676  | 729  |
| Quellen: Cassini und INSEE |      |      |      |      |      |      |      |      |

## Sehenswürdigkeiten
- Kirche Sainte-Walburge, 1765 wieder errichtet (Chorschranke und Walburga-Skulptur als Monuments historiques geschützt)
- Schloss Moselly von 1760

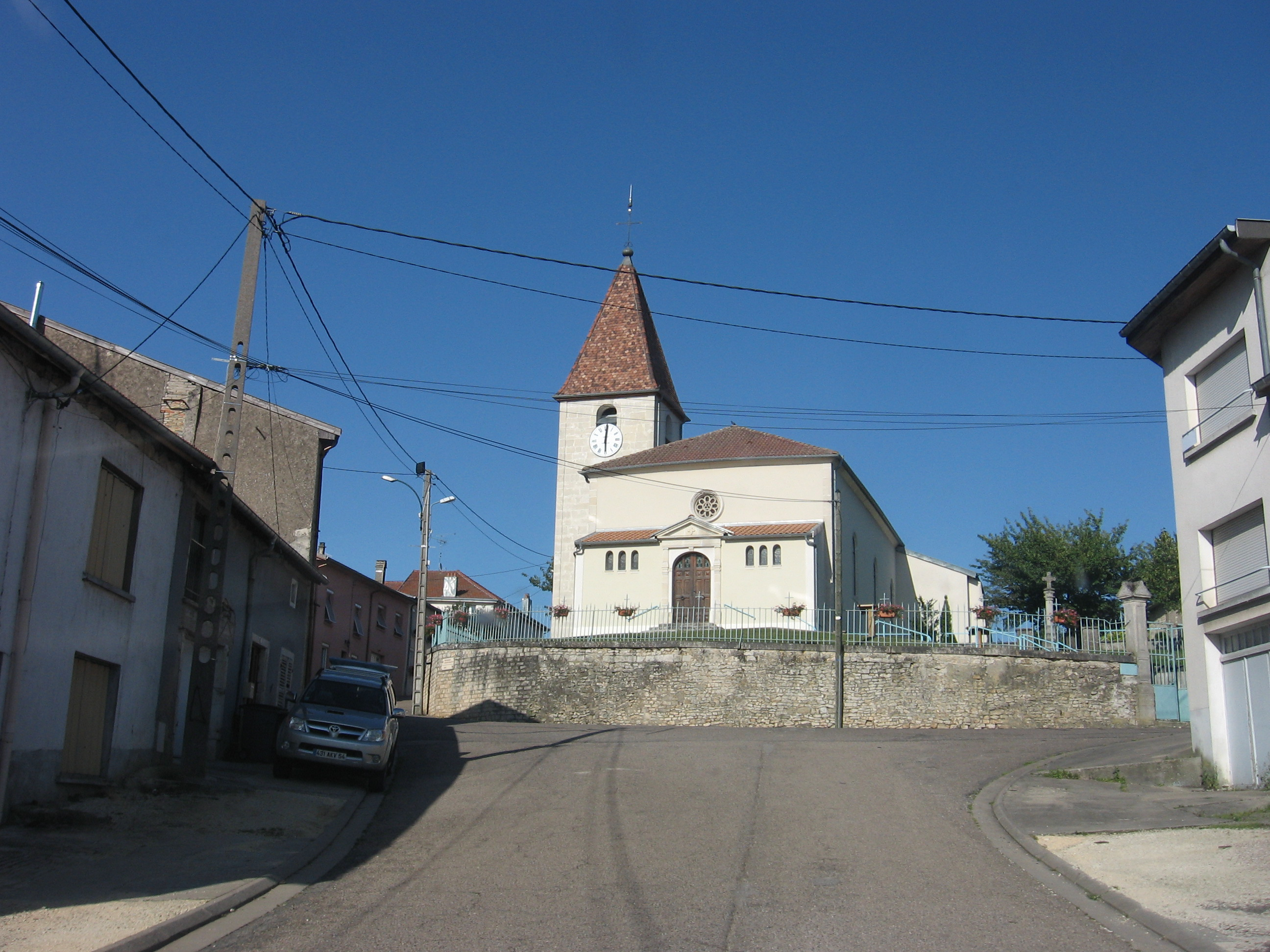
Kirche Sainte-Walburge
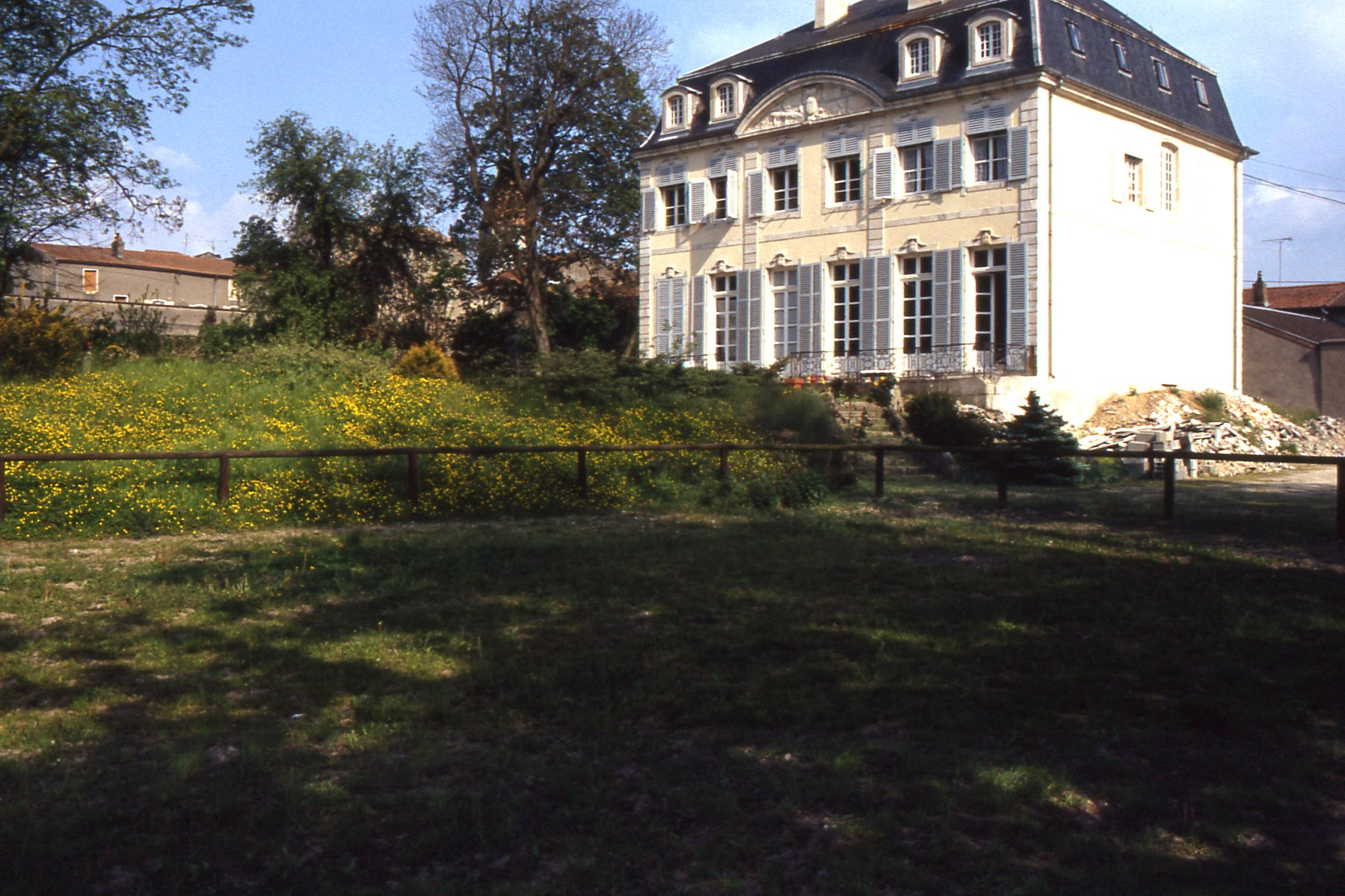
Schloss Moselly

## Persönlichkeiten
- Émile Moselly (eigentlich Émile Chenin, 1870–1918), Schriftsteller